# Макво, Роджерс
Роджерс Макво́ (англ. Rogers McVaugh, 1909—2009) — американский ботаник, систематик, бывший президент Международной ассоциации таксономии растений. Профессор ботаники в University of North Carolina (куратор гербариума по Мексиканской флоре) и профессор Мичиганского университета (Анн-Арбор).

## Биография
Родился 30 мая 1909 года в г. Нью-Йорк. Получил степень бакалавра по ботанике в Суортмор-колледже в 1931 году и докторскую степень (Ph.D) по ботанике в Пенсильванском университете в 1935 году.
В 1937 году Роджерс женился на Ruth Beall, которая умерла в 1987 году, оставив двух детей: Michael Rogers McVaugh и Jenifer Beall McVaugh.
Был одним из крупнейших знатоков флоры Северной Америки (куратор гербариума по Мексиканской флоре в Университете Северной Каролины в Чапел-Хилле) и профессором Мичиганского университета (Анн-Арбор) в 1951—1974 и 1979-2009 годах.
30 мая 2009 года он отметил свой столетний юбилей.
Умер 24 сентября 2009 года.

## Карьера
- 1935—1938: Instructor then Asst. Professor, Botany, University of Georgia, Athens
- 1938—1946: Associate Botanist, Division of plant exploration & introduction, U.S. Department of Agriculture
- 1946—1951: Associate Professor, Botany, University of Michigan, Ann Arbor
- 1951—1974: Professor, Botany, University of Michigan, Ann Arbor
- 1955—1956: Program Director for Systematic Biology, National Science Foundation, 1974—1979: Harley Harris Bartlett Professor of Botany, University of Michigan, Ann Arbor
- 1946—1979: Curator of Vascular Plants, University of Michigan Herbarium, Ann Arbor
- 1972—1975: Director, University of Michigan Herbarium, Ann Arbor
- 1979—2009: Professor Emeritus, Botany, University of Michigan, Ann Arbor
- 1980—2009: Research Professor of Botany, University of North Carolina at Chapel Hill
- 1981—2009: Adjunct Research Scientist, Hunt Institute, Carnegie Mellon University

## Награды и звания
- International Association of Plant Taxonomy: Вице-президент в 1969-1972 годах, Президент в 1972-1975 годах
- Festschrift in Taxon, 1979
- Botanical Society of America-Merit Award, 1977
- Sociedad Botánica de Mexico- Gold Medal 1978
- New York Botanical Garden- Henry Allan Gleason award 1984, for Flora Novo-Galiciana vol. 14 (1983)
- American Society of Plant Taxonomists—First Annual Asa Gray award, 1984
- University of Guadalajara, Mexico — First Luz María Villarreal de Puga Medal, 1993
- International Botanical Congress, St. Louis, USA — Millennium Medal, 1999 (one of eight worldwide)
- Smithsonian Institution, Washington, D.C. — First Cuatrecasas Medal for Excellence in Tropical Botany, 2001
- Botanical Society of America — Centennial Award, 2006

В честь Макво назван род Mcvaughia W.R. Anderson (1979) семейства Мальпигиевые (Malpighiaceae).

## Основные труды
Опубликовал около 12 книг и 200 статей по ботанике, её истории, флористике и систематике растений, где описал более сотни новых таксонов растений.
Его первой работой была статья Recent Changes in the Composition of a Local Flora, опубликованная в 1935 году, а последняя публикация вышла в 2005: Marcus E. Jones in Mexico, 1892.
Будучи одним из руководителей Международной ассоциации ботанической таксономии он много сделал для издания Международного кодекса ботанической номенклатуры, став одним из его авторов — International code of botanical nomenclature (402 pp. Утрехт, Голландия, 1966 год и переиздание 1972 года, 426 pp.). Редакцию тогда возглавлял J. Laniouw (шеф-редактор), секретарем был F. A. Stafleu.
Последним и частично завершенным трудом Роджерса Макво была многотомная работа Flora Novo-Galiciana, посвященная флоре западной Мексики. В 1984 году, он был награждён за эту работу от имени Botanical Society of America специальной наградой Henry Allan Gleason Award.
- Recent Changes in the Composition of a Local Flora

#### Список публикаций
Полный список статей см.здесь.
- A revision of «Laurentia» and allied genera in North America. Bull. Torrey Bot. Club 67: 778—798. 3 dic 1940.
- A key to the North American species of Lobelia (Sect. Hemipogon). Amer. Midl. Naturalist 24: 681—702. (dic?) 1940.
- A monograph on the genus Downingia. Mem. Torrey Bot. Club 19: 1-57. 1 sep 1941.
- Campanulales, Campanulaceae, Lobelioideae. N. Amer. Flora 32A: 1-134. 5 ene 1943.
- A revision of Lysipomia (Campanulaceae, Lobelioideae). Brittonia 8: 69-105. 8 Apr 1955.
- Tropical American Myrtaceae. Notes on generic concepts and descriptions of previously unrecognized species. Fieldiana, Bot. 29: 145—228. 30 Nov 1956.
- Edward Palmer, plant explorer of the American West. xvii, 430 pp., illus. Univ. of Oklahoma Press, Norman. ?15 Dec 1956.
- Myrtaceae, in Flora of Peru. Field Mus. Nat. Hist., Bot. Ser. 13, pt. 4: 569—818, index. 28 Nov 1958.
- Euphorbiaceae novae Novo-galicianae. Brittonia 13; 145—205. 15 Apr 1961.
- Tropical American Myrtaceae, II. Notes on generic concepts and descriptions of previously unrecognized species. Fieldiana, Bot. 29: 393—532. 31 May 1963.
- Myrtaceae, in Flora of Guatemala. Fieldiana, Bot. 24, pt. 7: i-vii, 283—405. «25 Oct 1963»
- International code of botanical nomenclature. 402 pp. Utrecht, Netherlands. Dec 1966. Prepared and edited by an editorial committee, J. Laniouw (chairman), F. A. Stafleu (secretary), S. H. Mamay, R. McVaugh, et al.
- Flora Novo-Galiciana. Vol. 14, Gramineae. [i-iv], [I]-436, frontisp., maps. Univ. of Michigan Press, Ann Arbor. 6 sep 1983.
- Flora Novo-Galiciana. Vol. 12, Compositae. [i-iv], [1]- 1157, frontisp., maps. Univ. of Michigan Press, Ann Arbor. 17 sep 1984.
- Flora Novo-Galiciana. Vol. 16, Orchidaceae [i-vi], [1]-363, frontisp., maps. Univ. of Michigan Press, Ann Arbor. 28 jun 1985.
- Flora Novo-Galiciana. Vol. 5, Leguminosae. [i-v], [1]-786, frontisp., maps. Univ. of Michigan Press, Ann Arbor. 27 feb 1987 [27 ene 1987).
- Flora Novo-Galiciana. Vol. 15, Bromeliaceae a Dioscoreaceae. [i-v], [1]-398, frontisp., 2 color pl., mapas. Univ. Michigan Herb., Ann Arbor. 21 abr 1989.
- Flora Novo-Galiciana. Vol. 17. Gymnosperms & Pteridophytes. pp. [i-iv], [1]-467, frontisp., mapas. Univ. Michigan Herb., Ann Arbor. 30 may 1992. [Gymnosperms, pp. 1-119, x McVaugh excepto pp. 32-100, Pinus, x Servando Carvajal & McVaugb, pp. 107—119, Zamiaceae, x McVaugh & J.A. Pérez de la Rosa; Pteridophytes, pp. 120-43 1, x John T. Mickel].
- Flora Novo-Galiciana. Vo. 13. Limnocharitaceae to Typhaceae. Pp. [iv], [1 --] 462, [463], [464—467] (mapas), [468], 469—480, frosntisp. Univ. of Michigan Herbarium, Ann Arbor. 8 dic 1993. [Alismataceae, Potamogetonaceae, Ruppiaceae, Najadaceae, Zannichelliaceae, x Robert R. Haynes & Lauritz B. Holm-Nielsen; Lemnaceae & Typhaceae x McVaugh & Stephen D. Koch; Commelinaceae x David R. Hunt; Carex x A. A. Reznicek; Cyperus x Gordon C. Tucker & McVaugh; Karinia x Reznicek & McVaugh].
- Flora Novo-Galiciana. Vol. 3. Ochnaceae a Loasaceae. Pp. [I—vi], [1], 2—727, [728—731], (mapas), [732], 733—751, frontisp. Herb. Univ. Michigan, Ann Arbor. 7 dic 2001. [Tiliaceae, Sterculiaceae, Bombacaceae, Malvaceae x Paul A. Fryxell; Flacourtiaceae x Robert W. Kiger; Passifloraceae x John M. MacDougal & McVaugh; 3 spp. fr Schizocarpum (Curcurbitaceae) x Denis M. Kearns; Begoniaceae x Kathleen Burt-Utley & McVaugh].